# Seznam lidí uvedených v Panamských dokumentech
Toto je seznam významných lidí a subjektů, kteří jsou uvedeni v Panamských dokumentech.
| obrázek | článek                                        | datum narození        | datum úmrtí | státní občanství                                                          | povolání |
| ------- | --------------------------------------------- | --------------------- | ----------- | ------------------------------------------------------------------------- | --- |
|         | "John Doe"                                    |                       |             |                                                                           | whistleblower |
|         | Abasaheb Garware                              | 1903-12-21            | 1990-11-02  | Indie Britská Indie Dominium Indie                                        | magnát byznysmen |
|         | Abb Technologies Limited                      |                       |             |                                                                           | |
|         | Abbatrade Limited                             |                       |             |                                                                           | |
|         | Abdeslam Bouchouareb                          | 1952-06-03            |             | Alžírsko                                                                  | politik |
|         | Abdoulaye Wade                                | 1926-05-29            |             | Senegal                                                                   | politik advokát |
|         | Acacia Corp                                   |                       |             |                                                                           | |
|         | Agustín Almodóvar                             | 1955-05-25            |             | Španělsko                                                                 | herec filmový producent scenárista |
|         | Aishwarya Rai                                 | 1973-11-01            |             | Indie                                                                     | filmový herec model účastník soutěže krásy herec |
|         | Ajád Aláví                                    | 1945-05-31            |             | Irák                                                                      | politik psychiatr |
|         | Alaa Mubarak                                  | 1960-11-26            |             | Egypt                                                                     | podnikatel byznysmen |
|         | Ali Abu al-Ragheb                             | 1946                  |             | Jordánsko                                                                 | politik |
|         | Alijan Ibragimov                              | 1953-06-05            | 2021-02-03  | Belgie Kazachstán                                                         | podnikatel |
|         | Allianz                                       |                       |             |                                                                           | |
|         | Amitabh Bachchan                              | 1942-10-11            |             | Indie                                                                     | filmový herec filmový producent zpěvák televizní herec herec spisovatel                                                                                        |
|         | Andrew Cole                                   | 1971-10-15            |             | Spojené království                                                        | fotbalista |
|         | Ang Vong Vathana                              |                       |             | Kambodža                                                                  | politik |
|         | Anthony Merchant                              | 1944                  |             | Kanada                                                                    | politik |
|         | Antonis Samaras                               | 1951-05-23            |             | Řecko                                                                     | politik ekonom diplomat |
|         | Arg Business Limited                          |                       |             |                                                                           | |
|         | Ariel Šaron                                   | 1928-02-26 1928-02-27 | 2014-01-11  | Mandátní Palestina Izrael                                                 | armádní důstojník politik |
|         | Arkadij Rotenberg                             | 1951-12-15            |             | Sovětský svaz Rusko                                                       | podnikatel trenér judista |
|         | Axel Miller                                   | 1965-02-20            |             | Belgie                                                                    | advokát |
|         | Barbara D'Urso                                | 1957-05-07            |             | Itálie                                                                    | televizní moderátor herec novinář |
|         | Bašár al-Asad                                 | 1965-09-11            |             | Baasistická Sýrie                                                         | státník |
|         | Beduinia Limited                              |                       |             |                                                                           | |
|         | Benjamin Wey                                  | 20th century          |             | Spojené státy americké                                                    | byznysmen |
|         | Beny Steinmetz                                | 1956-04-02            |             | Francie Izrael                                                            | podnikatel byznysmen |
|         | Berta Moltke                                  | 1938-02-12            |             | Dánské království                                                         | malíř |
|         | Bfc British Financial Company                 |                       |             |                                                                           | |
|         | Bidzina Ivanišvili                            | 1956-02-18            |             | Francie Gruzie                                                            | politik byznysmen podnikatel ekonom Východoevropský oligarcha                                                                                                  |
|         | Birchstar Limited                             |                       |             |                                                                           | |
|         | Bjarni Benediktsson                           | 1970-01-26            |             | Island                                                                    | politik advokát státník |
|         | Bo Alliance                                   |                       |             |                                                                           | |
|         | Bonfire                                       |                       |             |                                                                           | |
|         | Boris Rotenberg                               | 1957-01-03            |             | Sovětský svaz Finsko Rusko                                                | podnikatel automobilový závodník trenér manažer |
|         | Brian Steen Nielsen                           | 1968-12-28            |             | Dánské království                                                         | fotbalista |
|         | Bruno Itoua                                   | 1956-10-06            |             | Konžská republika                                                         | politik |
|         | Cartonstrong Limited                          |                       |             |                                                                           | |
|         | Chalífa bin Zájid Ál Nahján                   | 1948-09-07            | 2022-05-13  | Smluvní státy Spojené arabské emiráty                                     | politik |
|         | Chu Jao-pang                                  | 1915-11-20            | 1989-04-15  | Čína                                                                      | politik |
|         | Clarence Seedorf                              | 1976-04-01            |             | Nizozemské království                                                     | fotbalista fotbalový trenér |
|         | Consulber Limited                             |                       |             |                                                                           | |
|         | Credit Insight                                |                       |             |                                                                           | |
|         | Crie                                          |                       |             |                                                                           | |
|         | Cyrus S. Poonawalla                           | 1941-05-11            |             | Indie                                                                     | byznysmen |
|         | D.C.F. Hellas Auto Limited                    |                       |             |                                                                           | |
|         | D.C.F. Remarketing Company Limited            |                       |             |                                                                           | |
|         | Dan Gertler                                   | 1973-12-23            |             | Izrael                                                                    | byznysmen |
|         | Darko Kovačević                               | 1973-11-18            |             | Srbsko                                                                    | fotbalista |
|         | David Cameron                                 | 1966-10-09            |             | Spojené království                                                        | politik |
|         | David Geffen                                  | 1943-02-21            |             | Spojené státy americké                                                    | filmový producent talentový agent byznysmen hudební producent televizní producent divadelní producent hudební jednatel sběratel umění                          |
|         | David Nahmad                                  | 1947                  |             | Libanon                                                                   | obchodník s uměním sběratel umění hráč vrhcábů |
|         | Dermot Desmond                                | 1950-08-14            |             | Irsko                                                                     | podnikatel |
|         | Q66048                                        |                       |             |                                                                           | |
|         | Devenstar Limited                             |                       |             |                                                                           | |
|         | Didier Bellens                                | 1955-06-09            | 2016-02-28  | Belgie                                                                    | byznysmen |
|         | Dogmates Limited                              |                       |             |                                                                           | |
|         | Dov Weissglass                                | 1946-10-04            |             | Izrael                                                                    | advokát |
|         | Drongos Limited                               |                       |             |                                                                           | |
|         | Edison Lobão                                  | 1936-12-05            |             | Brazílie                                                                  | politik |
|         | Eduardo Cunha                                 | 1958-09-20            |             | Brazílie Itálie                                                           | ekonom politik |
|         | Eduardo Deluca                                | 1940-09-17            | 2022-06-04  | Argentina                                                                 | fotbalista sportovní manažer |
|         | Ekey Web International Limited                |                       |             |                                                                           | |
|         | Elipsore Limited                              |                       |             |                                                                           | |
|         | Enrique Peña Nieto                            | 1966-07-20            |             | Mexiko                                                                    | politik advokát |
|         | Eugenio Figueredo                             | 1932-03-10            |             | Uruguay Spojené státy americké                                            | byznysmen fotbalista sportovní manažer |
|         | Fabien Debecq                                 | 1963-07-06            |             | Belgie                                                                    | sportovní funkcionář |
|         | Famelicose Limited                            |                       |             |                                                                           | |
|         | Franco Dragone                                | 1952-12-12            | 2022-09-30  | Itálie Belgie                                                             | filmový režisér vedoucí výpravy divadelní režisér |
|         | Frank Belfrage                                | 1942-03-13            |             | Švédsko                                                                   | politik diplomat |
|         | Frank Flannery                                |                       |             |                                                                           | politik |
|         | Frank Timiș                                   | 1963-01-28            |             | Rumunsko Austrálie                                                        | byznysmen |
|         | François Narmon                               | 1934-01-26            | 2013-03-14  | Belgie                                                                    | bankéř vysokoškolský učitel |
|         | Froutences Limited                            |                       |             |                                                                           | |
|         | G-quilt                                       |                       |             |                                                                           | |
|         | Gabriel Heinze                                | 1978-04-19            |             | Argentina Německo Itálie                                                  | fotbalista fotbalový trenér |
|         | Gabriel Schürrer                              | 1971-08-16            |             | Argentina                                                                 | fotbalista fotbalový trenér |
|         | Gaffel                                        |                       |             |                                                                           | |
|         | Galo Chiriboga                                | 1950                  |             | Ekvádor                                                                   | advokát politik |
|         | Gautam Adani                                  | 1962-06-24            |             | Indie                                                                     | byznysmen obchodní ředitel |
|         | Gianni Infantino                              | 1970-03-23            |             | Švýcarsko Itálie                                                          | sportovní funkcionář |
|         | Giellea Re Co Limited                         |                       |             |                                                                           | |
|         | Globalsal Limited                             |                       |             |                                                                           | |
|         | Granaris                                      |                       |             |                                                                           | |
|         | Greenhelm Limited                             |                       |             |                                                                           | |
|         | Hafez Makhlouf                                | 1971-04-02            |             | Sýrie                                                                     | voják politik |
|         | Halatinous Limited                            |                       |             |                                                                           | |
|         | Hamad bin Chalífa Ál Thání                    | 1952-01-01            |             | Katar                                                                     | politik |
|         | Hamad bin Jassim bin Jaber Al Thani           | 1959-08-30            |             | Katar                                                                     | diplomat politik |
|         | Harish Salve                                  | 1933-10-02            |             | Indie                                                                     | advokát |
|         | Hazel Mountain                                |                       |             |                                                                           | |
|         | Heather Millsová                              | 1968-01-12            |             | Spojené království                                                        | model byznysmen obchodník aktivista podnikatel mecenáš fotomodel                                                                                               |
|         | Hitbusiness Limited                           |                       |             |                                                                           | |
|         | Hqr Airtools Construction Limited             |                       |             |                                                                           | |
|         | Hugo Jinkis                                   | 1945-05-09            |             | Argentina                                                                 | byznysmen |
|         | Hugo Schiltz                                  | 1927-10-28            | 2006-08-05  | Belgie                                                                    | sloupkař politik advokát |
|         | Husní Mubárak                                 | 1928-05-04            | 2020-02-25  | Egyptské království Egyptská republika Sjednocená arabská republika Egypt | politik pilot voják |
|         | Ian Kirby                                     | 1945                  |             | Botswana                                                                  | soudce |
|         | Idan Ofer                                     | 1955-10-02            |             | Izrael                                                                    | podnikatel byznysmen |
|         | Igor Olenicoff                                | 1942                  |             | Spojené státy americké                                                    | byznysmen finančník |
|         | Ilham Alijev                                  | 1961-12-24            |             | Ázerbájdžán                                                               | politik |
|         | Infantka Pilar                                | 1936-07-30            | 2020-01-08  | Španělsko                                                                 | sportovní manažer |
|         | Ion Sturza                                    | 1960-05-09            |             | Moldavsko Rumunsko                                                        | ekonom podnikatel politik |
|         | Ipatras Limited                               |                       |             |                                                                           | |
|         | Iqbal Mirchi                                  |                       | 2013-08-14  | Indie                                                                     | zločinec |
|         | Iván Zamorano                                 | 1967-01-18            |             | Chile                                                                     | fotbalista |
|         | Jaborosa Investments Limited                  |                       |             |                                                                           | |
|         | Jackie Chan                                   | 1954-04-07            |             | Spojené státy americké Čína britský Hongkong Hongkong                     | filmový herec filmový producent scenárista kaskadér filmový režisér choreograf judista taekwondista                                                            |
|         | Jacob Weinroth                                | 1947-08-02            | 2018-10-16  | Izrael                                                                    | advokát právní učenec |
|         | Jacob Zuma                                    | 1942-04-12            |             | Jihoafrická republika Jihoafrická unie                                    | politik |
|         | Jacques Rogge                                 | 1942-05-02            | 2021-08-29  | Belgie                                                                    | lékař chirurg hráč rugby union politik |
|         | Jaime Rosenthal                               | 1936-05-05            | 2019-01-12  | Honduras                                                                  | politik podnikatel |
|         | James Ibori                                   | 1959-08-04            |             | Nigérie                                                                   | politik vůdce guvernér |
|         | Jan Karel I.                                  | 1938-01-05            |             | Španělsko                                                                 | panovník aristokrat člen královské rodiny důstojník |
|         | Jarnel International                          |                       |             |                                                                           | |
|         | Jarno Trulli                                  | 1974-07-13            |             | Itálie                                                                    | automobilový závodník pilot Formule 1 |
|         | Jasmin Blue Limited                           |                       |             |                                                                           | |
|         | Jaynet Kabila                                 | 1971-06-04            |             | Konžská demokratická republika                                            | politik |
|         | Jean-Luc Dehaene                              | 1940-08-07            | 2014-05-15  | Belgie                                                                    | politik |
|         | Jean-Marie Le Pen                             | 1928-06-20            | 2025-01-07  | Francie                                                                   | politik advokát |
|         | Jerorary Limited                              |                       |             |                                                                           | |
|         | Jo'av Galant                                  | 1958-11-08            |             | Izrael                                                                    | voják politik státní úředník |
|         | Joaquim Barbosa                               | 1954-10-07            |             | Brazílie                                                                  | soudce |
|         | Joaquín Guzmán Loera                          | 1957-04-04            |             | Mexiko                                                                    | pašerák drog drogový baron |
|         | John Addo Kufuor                              |                       |             | Ghana                                                                     | byznysmen |
|         | John Agyekum Kufuor                           | 1938-12-08            |             | Ghana                                                                     | politik advokát byznysmen |
|         | Jordi Cinca i Mateos                          | 1965-07-26            |             | Andorra                                                                   | politik |
|         | Joseph Nakash                                 | 1942                  |             | Spojené státy americké                                                    | byznysmen |
|         | José Luis Astiazarán                          | 1963-10-31            |             | Španělsko                                                                 | fotbalista |
|         | José Maria Botelho de Vasconcelos             | 1950-03-24            |             | Angola                                                                    | politik |
|         | João Lyra                                     | 1931-06-17            | 2021-08-12  | Brazílie                                                                  | politik advokát byznysmen |
|         | Juan José Daboub                              | 1963-07-04            |             | Salvador                                                                  | politik byznysmen |
|         | Julio de Vido                                 | 1949-12-26            |             | Argentina                                                                 | politik |
|         | Jumperism Limited                             |                       |             |                                                                           | |
|         | Jérôme Cahuzac                                | 1952-06-19            |             | Francie                                                                   | politik chirurg professions libérales et assimilés |
|         | Jérôme Valcke                                 | 1960-10-06            |             | Francie Jihoafrická republika                                             | novinář sportovní manažer |
|         | KOOTA TECH LIMITED                            |                       |             |                                                                           | |
|         | KRIOBOLY LIMITED                              |                       |             |                                                                           | |
|         | Kalpana Rawal                                 | 1946-01-15            |             | Indie Keňa Britská Indie Dominium Indie                                   | advokát soudce |
|         | Karim Wade                                    | 1968-09-01            |             | Senegal Francie                                                           | politik |
|         | Katsu Trading S.A.                            |                       |             |                                                                           | |
|         | Kofi Annan                                    | 1938-04-08            | 2018-08-18  | Ghana                                                                     | diplomat ekonom politik |
|         | Kojo Annan                                    | 1973-07-25            |             | Ghana                                                                     | byznysmen |
|         | Konrad Mizzi                                  | 1977-11-04            |             | Malta                                                                     | politik |
|         | Kushal Pal Singh                              | 1931-11-15            |             | Indie Britská Indie Dominium Indie                                        | podnikatel chief executive officer |
|         | Kuwanyamtiwa Limited                          |                       |             |                                                                           | |
|         | Lansana Conté                                 | 1934-11-30            | 2008-12-22  | Guinea                                                                    | politik voják odbojář |
|         | Lapsaro Limited                               |                       |             |                                                                           | |
|         | Latibule Limited                              |                       |             |                                                                           | |
|         | Laurent Gbagbo                                | 1945-05-31            |             | Pobřeží slonoviny                                                         | politik spisovatel vysokoškolský učitel |
|         | Leeftail Limited                              |                       |             |                                                                           | |
|         | Leftanes Limited                              |                       |             |                                                                           | |
|         | Leighwood Limited                             |                       |             |                                                                           | |
|         | Leonardo Ulloa                                | 1986-07-26            |             | Argentina                                                                 | fotbalista |
|         | Leoporicide Limited                           |                       |             |                                                                           | |
|         | Lev Avnerovich Leviev                         | 1956-07-30            |             | Sovětský svaz Izrael Rusko                                                | podnikatel diamond cutter byznysmen filantrop |
|         | Leyla Alijevová                               | 1984-07-03            |             | Ázerbájdžán                                                               | novinář spisovatel politik veřejná postava redaktor |
|         | Li Pcheng                                     | 1928-10-20            | 2019-07-22  | Čínská republika Čína                                                     | politik |
|         | Li Xiaolin                                    | 1961-06-01            |             | Čína                                                                      | byznysmen |
|         | Lieven Santens                                | 1933-10-22            | 2015-01-04  | Belgie                                                                    | politik |
|         | Lionel Messi                                  | 1987-06-24            |             | Argentina Španělsko Itálie                                                | fotbalista |
|         | Little Abner Limited                          |                       |             |                                                                           | |
|         | Lomlost Limited                               |                       |             |                                                                           | |
|         | Look Models International (cy) Limited        |                       |             |                                                                           | |
|         | Luca Cordero di Montezemolo                   | 1947-08-31            |             | Itálie                                                                    | byznysmen podnikatel advokát automobilový závodník rallyový závodník                                                                                           |
|         | Luxoil Limited                                |                       |             |                                                                           | |
|         | MARTES HOLDING LIMITED                        |                       |             |                                                                           | |
|         | Mallika Srinivasan                            | 1959-11-19            |             | Indie                                                                     | chief executive officer byznysmen |
|         | Manuhiri Limited                              |                       |             |                                                                           | |
|         | Mar Cabra                                     | 1983-06-14            |             | Španělsko                                                                 | investigativní reportér analytik |
|         | Marc Rieper                                   | 1968-06-05            |             | Dánské království                                                         | fotbalista |
|         | Marcello Dell'Utri                            | 1941-09-11            |             | Itálie                                                                    | politik zločinec |
|         | Mariano Jinkis                                | 1974-09-23            |             | Argentina                                                                 | byznysmen |
|         | Mario Vargas Llosa                            | 1936-03-28            |             | Španělsko Peru Dominikánská republika                                     | romanopisec dramaturg politik novinář esejista literární kritik scenárista vysokoškolský učitel prozaik dramatik filozof publicista spisovatel filmový režisér |
|         | Mark Thatcher                                 | 1953-08-15            |             | Spojené království                                                        | podnikatel automobilový závodník rallyový závodník |
|         | Mattias Asper                                 | 1974-03-20            |             | Švédsko                                                                   | fotbalista |
|         | Mauricio Macri                                | 1959-02-08            |             | Argentina Itálie                                                          | byznysmen politik stavební inženýr sportovní manažer |
|         | Medak Holding Limited                         |                       |             |                                                                           | |
|         | Mehriban Alijevová                            | 1964-08-26            |             | Sovětský svaz Ázerbájdžán                                                 | oftalmolog politik |
|         | Michael Ashcroft                              | 1946-03-04            |             | Spojené království                                                        | politik byznysmen |
|         | Michael Gleissner                             | 1969                  |             | Německo                                                                   | podnikatel filmový producent fotograf hudebník filmový režisér herec filmový herec                                                                             |
|         | Michael Mates                                 | 1934-06-09            |             | Spojené království                                                        | politik |
|         | Michel Platini                                | 1955-06-21            |             | Francie Itálie                                                            | fotbalista sportovní funkcionář fotbalový trenér |
|         | Miguel Arias Cañete                           | 1950-02-24            |             | Španělsko                                                                 | politik právník státní zástupce |
|         | Miguel Brechner                               | 1953-01-05            |             | Bolívie Uruguay                                                           | politik inženýr |
|         | Mitsikori Limited                             |                       |             |                                                                           | |
|         | Mizoram Limited                               |                       |             |                                                                           | |
|         | Mohamed Mounir Majidi                         | 1965-01-10            |             | Maroko                                                                    | inženýr podnikatel |
|         | Mohamed bin Nájif                             | 1958-08-30            |             | Saúdská Arábie                                                            | politik ministr |
|         | Mohammad Mustafa                              | 1954-08-26            |             | Stát Palestina                                                            | politik ekonom obchodní ředitel |
|         | Mossack Fonseca Secretarial (cyprus) Limited  |                       |             |                                                                           | |
|         | Mossack Fonseca Secretarial (cyprus) Limited. |                       |             |                                                                           | |
|         | Murklins Investments Limited                  |                       |             |                                                                           | |
|         | Mvmax Shopper Bag Co. Limited                 |                       |             |                                                                           | |
|         | N. K. P. Salve                                | 1921-03-18            | 2012-04-01  | Indie Britská Indie Dominium Indie                                        | politik kriketový rozhodčí |
|         | Najib Razak                                   | 1953-07-23            |             | Malajsie                                                                  | politik |
|         | Naoto Amaki                                   | 1947-07-19            |             | Japonsko                                                                  | byrokrat politik diplomat |
|         | Naváz Šaríf                                   | 1949-12-25            |             | Pákistán Spojené království                                               | Premiér Pákistánu hráč kriketu podnikatel advokát |
|         | Nesperia Limited                              |                       |             |                                                                           | |
|         | Nick Faldo                                    | 1957-07-18            |             | Spojené království                                                        | golfista byznysmen |
|         | Nicky Wu                                      | 1970-10-31            |             | Tchaj-wan                                                                 | herec zpěvák televizní herec filmový herec televizní producent nahrávající umělec                                                                              |
|         | Nico Rosberg                                  | 1985-06-27            |             | Německo Finsko                                                            | pilot Formule 1 |
|         | Nicolas Sarkozy                               | 1955-01-28            |             | Francie                                                                   | politik advokát státník právník |
|         | Nihat Kahveci                                 | 1979-11-23            |             | Turecko                                                                   | fotbalista |
|         | Nurali Aliyev                                 | 1985-01-01            |             | Sovětský svaz Kazachstán                                                  | ekonom |
|         | Nursultan Nazarbajev                          | 1940-07-06            |             | Kazachstán                                                                | politik |
|         | Néstor Kirchner                               | 1950-02-25            | 2010-10-27  | Argentina                                                                 | advokát politik |
|         | Orlando Petinatti                             | 1968-03-30            |             | Uruguay                                                                   | televizní moderátor rozhlasový moderátor byznysmen |
|         | Oxineria Limited                              |                       |             |                                                                           | |
|         | P&b Shipping Co.                              |                       |             |                                                                           | |
|         | Pamela Sharples, Baroness Sharples            | 1923-02-11            | 2022-05-19  | Spojené království                                                        | politik |
|         | Pana Merchant                                 | 1943-04-02            |             | Kanada                                                                    | politik |
|         | Patokh Chodiev                                | 1953-04-15            |             | Belgie                                                                    | podnikatel |
|         | Patrick Balkany                               | 1948-08-16            |             | Francie                                                                   | politik stálý politik |
|         | Pavlo Lazarenko                               | 1953-01-23            |             | Sovětský svaz Ukrajina                                                    | politik ekonom |
|         | Paweł Piskorski                               | 1968-02-25            |             | Polsko                                                                    | politik historik |
|         | Payette Investments Limited                   |                       |             |                                                                           | |
|         | Pedro Almodóvar                               | 1949-09-25            |             | Španělsko                                                                 | filmový režisér divadelní herec filmový producent scenárista zpěvák režisér spisovatel filmový scenárista herec                                                |
|         | Pedro Delgado Campaña                         | 1962-11-10            |             | Ekvádor                                                                   | bankéř |
|         | Pepperdine                                    |                       |             |                                                                           | |
|         | Petro Olexijovyč Porošenko                    | 1965-09-26            |             | Ukrajina                                                                  | byznysmen politik diplomat ekonom podnikatel |
|         | Potuss Trade Development Limited              |                       |             |                                                                           | |
|         | Prebition Limited                             |                       |             |                                                                           | |
|         | Premium Investments                           |                       |             |                                                                           | |
|         | Rafael Caro Quintero                          | 1952-10-24            |             | Mexiko                                                                    | drogový baron pašerák drog |
|         | Rami Makhlouf                                 | 1969-07-10            |             | Sýrie Kypr                                                                | byznysmen podnikatel |
|         | Ramifactive Limited                           |                       |             |                                                                           | |
|         | Rangatira Limited                             |                       |             |                                                                           | |
|         | Rattan Chadha                                 | 1949-08-06            |             | Nizozemské království                                                     | podnikatel designér |
|         | Redhelm Limited                               |                       |             |                                                                           | |
|         | Rm Dream World Company Investments Limited    |                       |             |                                                                           | |
|         | Ro Jae-Hun                                    | 1965-11-03            |             | Jižní Korea                                                               | advokát |
|         | Ro Tche-u                                     | 1932-12-04            | 2021-10-26  | Jižní Korea                                                               | politik voják |
|         | Roomthily Limited                             |                       |             |                                                                           | |
|         | Rupography Limited                            |                       |             |                                                                           | |
|         | Salmán ibn Abd al-Azíz                        | 1935-12-31            |             | Saúdská Arábie                                                            | politik panovník |
|         | Sander Westerveld                             | 1974-10-23            |             | Nizozemské království                                                     | fotbalista goalkeeper coach |
|         | Sarah, vévodkyně z Yorku                      | 1959-10-15            |             | Spojené království                                                        | spisovatel |
|         | Seated Man with a Cane                        |                       |             |                                                                           | |
|         | Second Sun Fitness Limited                    |                       |             |                                                                           | |
|         | Sefton Park                                   |                       |             |                                                                           | |
|         | Sergej Roldugin                               | 1951-09-28            |             | Sovětský svaz Rusko                                                       | dirigent violoncellista hudební pedagog byznysmen |
|         | Shamanuru Shivashankarappa                    | 1931-06-16            |             | Indie Britská Indie Dominium Indie                                        | politik |
|         | Si Ťin-pching                                 | 1953-06-15            |             | Čína                                                                      | státník politik |
|         | Sigmundur Davíð Gunnlaugsson                  | 1975-03-12            |             | Island                                                                    | politik novinář ekonom |
|         | Soli Sorabjee                                 | 1930-03-09            | 2021-04-30  | Indie Britská Indie Dominium Indie                                        | advokát soudce |
|         | Solomon Humes                                 | 1951-02-26            | 2014-07-07  |                                                                           | |
|         | Sri Prakash Lohia                             | 1952-08-11            |             | Indie                                                                     | byznysmen podnikatel |
|         | Stavros Papastavrou                           | 1967                  |             | Řecko                                                                     | advokát diplomat |
|         | Stefaan Decraene                              | 1964-11-24            |             | Belgie                                                                    | bankéř |
|         | Stopello Limited                              |                       |             |                                                                           | |
|         | TZARAVINA LIMITED                             |                       |             |                                                                           | |
|         | Tamplin Co Limited                            |                       |             |                                                                           | |
|         | Tayfun Korkut                                 | 1974-04-02            |             | Turecko Německo                                                           | fotbalista futsalista fotbalový trenér |
|         | Teddy Sagi                                    | 1971                  |             | Izrael                                                                    | byznysmen |
|         | Teng Ťia-kuej                                 | 1951-12-07            |             | Čína                                                                      | byznysmen |
|         | Tiger Woods                                   | 1975-12-30            |             | Spojené státy americké                                                    | spisovatel golfista trenér zvířat |
|         | Tiliko Limited                                |                       |             |                                                                           | |
|         | Tomáš Berdych                                 | 1985-09-17            |             | Česko                                                                     | tenista |
|         | Tony Baldry                                   | 1950-07-10            |             | Spojené království                                                        | politik barrister |
|         | Truewest Limited                              |                       |             |                                                                           | |
|         | Tsai Ying-yang                                |                       |             |                                                                           | lékař |
|         | Uri Blau                                      | 1977                  |             | Izrael                                                                    | novinář spisovatel |
|         | VAKHYLIDE LIMITED                             |                       |             |                                                                           | |
|         | VERONICA TEST                                 |                       |             |                                                                           | |
|         | Va Auto Center Company Limited                |                       |             |                                                                           | |
|         | Valerij Georgijevič Karpin                    | 1969-02-02            |             | Sovětský svaz Rusko Estonsko Španělsko                                    | fotbalista fotbalový trenér byznysmen |
|         | Valley Sun                                    |                       |             |                                                                           | |
|         | Van Nuys Limited                              |                       |             |                                                                           | |
|         | Vonlest Limited                               |                       |             |                                                                           | |
|         | Víctor Carranza                               | 1935-10-08            | 2013-08-04  | Kolumbie                                                                  | drogový baron |
|         | Waldemar Kita                                 | 1953-05-07            |             | Polsko Francie                                                            | podnikatel byznysmen sportovní manažer |
|         | Wandsworth Services                           |                       |             |                                                                           | |
|         | Weimarane Limited                             |                       |             |                                                                           | |
|         | Western Metals                                |                       |             |                                                                           | |
|         | Whyalla Limited                               |                       |             |                                                                           | |
|         | Willian Borges da Silva                       | 1988-08-09            |             | Brazílie                                                                  | fotbalista |
|         | Yongazi Limited                               |                       |             |                                                                           | |
|         | Zsolt Horváth                                 | 1964-05-22            |             | Maďarsko                                                                  | politik zubní lékař lékař ekonom |
|         | Àlex Crivillé                                 | 1970-03-04            |             | Španělsko                                                                 | motocyklový závodník sportovní komentátor |
|         | Ólöf Nordal                                   | 1966-12-03            | 2017-02-08  | Island                                                                    | politik advokát |
|         | Ťia Čching-lin                                | 1940-03               |             | Čína                                                                      | politik |